# Hans Nicolai Hansen
Hans Nicolaï Hansen (12 mars 1835 - 11 janvier 1910) est un homme politique danois, avocat et président du Landsting, une chambre du parlement.

## Biographie
Hansen devient avocat à la Cour suprême en 1863, et en 1873 il quitte ce poste pour devenir maire de la première division de Copenhague, devenant ainsi responsable des questions relatives à la culture et aux licences commerciales, et il occupe ce poste jusqu'en 1897. Il est membre élu du Folketing de 1876 à 1879 et membre nommé par le roi au Landsting de 1895 à 1910, représentant le parti conservateur Højre jusqu'en 1900, date à laquelle il est l'un des neuf membres Højre du Landsting qui quittent le parti pour protester contre les réformes économiques et fiscales du gouvernement et forment le groupe conservateur De Frikonservative en 1902. Il est président du Landsting de 1902 à 1907.